# Paul Raci
Paul Raci (Chicago, 7 aprile 1948) è un attore statunitense, candidato all'Oscar al miglior attore non protagonista nel 2021 per Sound of Metal.

## Biografia
Di famiglia di origine polacca (il cognome era Racibożyński) è figlio di genitori sordi (sua madre perse l'udito a cinque anni, mentre il padre a nove mesi a causa della meningite), cresce con tre fratelli a Chicago imparando come prima lingua la lingua dei segni americana. Durante la guerra del Vietnam, serve nella United States Navy sulla portaerei USS Coral Sea (CVA-43) dal 1969 al 1973, raggiungendo il grado di secondo capo. Congedato, studia recitazione all'Università dell'Illinois a Chicago.
Sempre a Chicago, fonda la compagnia teatrale Immediate Theatre, ispirato dalla Steppenwolf Theatre Company; trasferitosi a Los Angeles finisce però per ottenere ruoli perlopiù di secondaria importanza in televisione. Nel 2020, settantaduenne, si fa conoscere interpretando un veterano del Vietnam che ha perso l'udito in guerra e che si prende cura del protagonista nel film Sound of Metal, per il quale ottiene il plauso della critica e numerosi riconoscimenti, tra cui una candidatura ai premi Oscar.

## Filmografia

### Cinema
- Poliziotto in affitto (Rent-a-Cop), regia di Jerry London (1987)
- Dragon - La storia di Bruce Lee (Dragon: The Bruce Lee Story), regia di Rob Cohen (1993)
- Delitti inquietanti (The Glimmer Man), regia di John Gray (1996)
- No Ordinary Hero: The SuperDeafy Movie, regia di Troy Kotsur (2013)
- Sound of Metal, regia di Darius Marder (2019)
- Butcher's Crossing, regia di Gabe Polsky (2022)
- The Mother, regia di Niki Caro (2023)
- Sing Sing, regia di Greg Kwedar (2023)

### Televisione
- Baywatch – serie TV, episodio 2x14 (1992)
- Avvocati a Los Angeles (L.A. Law) – serie TV, episodio 6x17 (1992)
- Æon Flux – serie TV, episodi 3x03-3x04 (1995) - voce
- CSI - Scena del crimine (CSI: Crime Scene Investigation) – serie TV, episodio 1x07 (2000)
- E.R. - Medici in prima linea (ER) – serie TV, episodio 8x15 (2001)
- The Practice - Professione avvocati (The Practice) – serie TV, episodio 8x21 (2004)
- Scrubs - Medici ai primi ferri (Scrubs) – serie TV, episodio 5x04 (2006)
- Las Vegas – serie TV, episodio 3x14 (2006)
- Lucky Louie – serie TV, episodio 1x09 (2006)
- Heroes – serie TV, episodio 1x06 (2006)
- Life – serie TV, episodio 2x07 (2008)
- Parks and Recreation – serie TV, episodio 2x18 (2010)
- Persone sconosciute (Persons Unknown) – serie TV, episodio 1x12 (2010)
- Switched at Birth - Al posto tuo (Switched at Birth) – serie TV, episodi 1x01-1x06 (2011)
- Rizzoli & Isles – serie TV, episodio 3x04 (2012)
- Golia – serie TV, episodio 2x07 (2018)
- Baskets – serie TV, episodio 4x03 (2019)
- Perry Mason – serie TV, 8 episodi (2023)

## Riconoscimenti
- Premio Oscar
  - 2021 – Candidatura al miglior attore non protagonista per Sound of Metal
- BAFTA
  - 2021 – Candidatura al miglior attore non protagonista per Sound of Metal
- Boston Society of Film Critics Award
  - 2020 – Miglior attore non protagonista per Sound of Metal
- Chicago Film Critics Association
  - 2020 – Miglior attore non protagonista per Sound of Metal
- Critics' Choice Awards
  - 2021 – Candidatura per il miglior attore non protagonista per Sound of Metal
- Florida Film Critics Circle
  - 2020 – Miglior attore non protagonista per Sound of Metal
- Independent Spirit Awards
  - 2021 – Miglior attore non protagonista per Sound of Metal
- Los Angeles Film Critics Association
  - 2020 – Miglior attore non protagonista per Sound of Metal
- National Board of Review
  - 2021 – Miglior attore non protagonista per Sound of Metal
- National Society of Film Critics Award
  - 2021 – Miglior attore non protagonista per Sound of Metal

## Doppiatori italiani
Nelle versioni in italiano delle opere in cui ha recitato, Paul Raci è stato doppiato da:
- Vladimiro Conti in E.R. - Medici in prima linea
- Mario Scarabelli in Sound of Metal
- Gianni Giuliano in Perry Mason
- Luca Biagini in The Mother
- Oliviero Dinelli in Butcher's Crossing

Come doppiatore è stato sostituito da:
- Claudio Moneta in Æon Flux